# Gregory Wannier
Gregory Hugh Wannier (auch Gregor Wannier; * 1911 in Basel; † 21. Oktober 1983 in Portland, Oregon) war ein Schweizer Festkörperphysiker.
Wannier studierte an der Universität Löwen (1930/31), der University of Cambridge (1933/34) und der Universität Basel, an der er 1935 promoviert wurde. Er war 1935/36 Assistent an der Universität Genf und ging 1936/37 als Austauschstudent an die Princeton University. 1937/38 war er Instructor an der University of Pittsburgh, 1938/39 Assistant Lecturer an der University of Bristol, 1939 bis 1941 Instructor an der University of Texas und 1941 bis 1946 an der University of Iowa. 1945 war er an der Alsos-Mission in Deutschland beteiligt. Er ging 1946 in die Industrie, zuerst an die Socony-Vacuum Laboratories und ab 1949 an die Bell Laboratories. Er war dort in der Physical Electronics Gruppe mit Kollegen wie William B. Shockley, Conyers Herring, John Bardeen, Charles Kittel, Philip Warren Anderson, wobei er letzteren in Festkörperphysik unterrichtete. Erst 1961 kehrte er an die Universität zurück als Professor an der University of Oregon. 1977 wurde er emeritiert.
Wannier ist für Leistungen in der Festkörperphysik bekannt, unter anderem zum Ferromagnetismus (Ising-Modell, Kramers-Wannier-Dualität) und Physik der Kristallgitter. Wannier-Funktionen sind nach ihm benannt. Er befasste sich auch mit Photoleitung und Bewegung von Ionen in Gasen. Wannier ist auch durch zwei Lehrbücher bekannt.
Er war Fellow der American Physical Society.

## Schriften
- Elements of solid state theory, Cambridge University Press 1959
- Statistical Physics, Wiley 1966, Dover 1987, 2010